# Vorbehaltsgebiet
Ein Vorbehaltsgebiet ist eine regionalplanerische Festlegung, die bestimmte raumbedeutsame Funktionen oder Nutzungen verbindlich vorgibt (§ 3 Abs. 1 Nr. 2 ROG). Es ist ein Instrument der Raumordnung und ähnlich der Veränderungssperre eine entschädigungslos hinzunehmende Inhalts- und Schrankenbestimmung des Eigentums.

## Begriff
Raumordnungspläne können zur Festlegung der Raumstruktur gemäß § 7 Abs. 3 ROG Vorrang-, Vorbehalts- und Eignungsgebiete bezeichnen. Die Belange, für die Vorrang- oder Vorbehaltsgebiete festgelegt werden können, werden beispielsweise im Freistaat Bayern im Landesentwicklungsprogramm bestimmt (Art. 14 Abs. 2 Satz 3 BayLPlG).
- Vorranggebiete sind Gebiete, die für bestimmte raumbedeutsame Funktionen oder Nutzungen vorgesehen sind und andere raumbedeutsame Nutzungen in diesem Gebiet ausschließen, soweit diese mit den vorrangigen Funktionen oder Nutzungen nicht vereinbar sind (§ 7 Abs. 3 Nr. 1 ROG). Beispiele: Die für die weitere Entwicklung des Verkehrsflughafens München erforderliche Fläche ist als Vorranggebiet Flughafenentwicklung festgelegt,[3] ebenso Gebiete mit besonderer Bedeutung für Naturschutz und Landschaftspflege.[4]
- Vorbehaltsgebiete sind Gebiete, in denen bestimmten raumbedeutsamen Funktionen oder Nutzungen bei der Abwägung mit konkurrierenden raumbedeutsamen Nutzungen besonderes Gewicht beizumessen ist (§ 7 Abs. 3 Nr. 2 ROG). Beispiele: Vorbehaltsgebiete für den Abbau von Bodenschätzen[5] oder die Errichtung von Windkraftanlagen.[6]
- Eignungsgebiete sind Gebiete, in denen bestimmten raumbedeutsamen Maßnahmen oder Nutzungen, die städtebaulich nach § 35 des Baugesetzbuches zu beurteilen sind, andere raumbedeutsame Belange nicht entgegenstehen, wobei diese Maßnahmen oder Nutzungen an anderer Stelle im Planungsraum ausgeschlossen sind (§ 7 Abs. 3 Nr. 3 ROG).

## Bedeutung
Vorbehaltsgebiete zählen zu den „Grundsätzen der Raumordnung“ und sind bei der Genehmigung raumbedeutsamer Vorhaben in dem betreffenden Gebiet als abwägungserheblich zu berücksichtigen (§ 4 Abs. 1 Nr. 2 ROG). 
Sie können als öffentlicher Belang im Sinne des § 35 BauGB der Genehmigung eines konkurrierenden, nicht durch die planerische Ausweisung erfassten, privilegierten Bauvorhabens im Außenbereich entgegenstehen. Dies gilt bereits dann, wenn die Ausweisung noch nicht verbindlich erfolgt, sondern der fragliche Plan erst in Aufstellung begriffen ist. Die Planung muss jedoch zumindest das Stadium der "Verlautbarungsreife" erreicht haben. Das ist der Fall, wenn sie im Rahmen eines Beteiligungsverfahrens zum Gegenstand der Erörterung gemacht werden kann. Außerdem muss absehbar sein, dass die ins Auge gefasste Planung auch verbindlich werden wird. Das beurteilt sich nach den jeweiligen Verhältnissen vor Ort und dem einschlägigen Landesplanungsrecht.
Vorbehaltsgebiete verstoßen wegen ihrer Ausschlusswirkung nicht ohne weiteres gegen das Verbot der Negativplanung. Die Unzulässigkeit ist erst dann gegeben, wenn die Ausweisung nicht dem wirklichen Willen des Planungsträgers entspricht, sondern nur vorgeschoben worden ist, um bestimmte Nutzungen zu verhindern.
In Vorranggebieten sind mit den festgelegten Zielen nicht vereinbare Vorhaben hingegen ohne weitere Abwägung mit den privaten Belangen des Vorhabenträgers generell unzulässig.